# Unterseeboot 300
Le Unterseeboot 300 (ou U-300) est un sous-marin allemand (U-Boot) de type VII.C/41 utilisé par la Kriegsmarine (marine de guerre allemande) pendant la Seconde Guerre mondiale.

## Construction
L'U-300 est un sous-marin océanique de type type VII.C/41. Construit dans les chantiers de Bremer Vulkan-Vegesacker Werft à Bremen-Vegesack, la quille du U-300 est posée le 9 avril 1943 et il est lancé le 23 novembre 1943. L'U-300 entre en service 1 mois plus tard.

## Historique
Mis en service le 29 décembre 1943, l'Unterseeboot 300 entre en période d'entraînement à Danzig en Pologne auprès de la 8. Unterseebootsflottille jusqu'au 31 juillet 1944, puis l'U-300 rejoint son unité de combat au sein de la 7. Unterseebootsflottille à la base sous-marine de Saint-Nazaire. Le 1er octobre 1944, il rejoint la 11. Unterseebootsflottille à Bergen en Norvège.
L'U-300 a effectué 3 patrouilles, toutes sous les ordres de l'Oberleutnant zur See Fritz Hein, coulant 2 navires marchands ennemis pour un total de 7 559 tonneaux, endommageant un navire marchand de 7 176 tonneaux et un autre totalement irrécupérable de 9 551 tonneaux au cours de ses 127 jours en mer.
En vue de la préparation de sa première patrouille, l'U-300 quitte le port de Kiel le 13 juillet 1944 et rejoint Horten en Norvège, 3 jours plus tard, le  15 juillet 1944.
Il commence sa première patrouille en quittant Horten le 18 juillet 1944 pour une surveillance au sud-est de l'Islande.

Le 4 août 1944, l'U-300 subit une attaque aérienne pendant laquelle trois charges de profondeur sont lancées à partir d'un hydravion PBY Catalina canadien (Squadron 162) qui lui causent d'importants dommages comprenant les deux périscopes et un réservoir de ballast. L'U-Boot contre-attaque avec ses armes anti-aériennes et s'en échappe, abrégeant sa patrouille
Après 31 jours en mer, il rejoint Trondheim pour recevoir des réparations, port atteint le 17 août 1944
Sa deuxième patrouille au départ du port de  Trondheim le 4 octobre 1944, le met en route pour le sud de l'Islande. Le 10 novembre 1944, il coule deux navires marchands pour un total de 7 559 tonneaux du convoi UR-142 en route depuis le Royaume-Uni vers Reykjavik en Islande. Après 60 jours en mer, il arrive à Stavanger le 2 décembre 1944.
Pour sa troisième patrouille, il appareille du port de Stavanger le 21 janvier 1945 pour l'Atlantique Nord au large de l'Espagne.

Le 17 février 1945, à 27 nautiques de Gibraltar, il attaque le Convoi UGS-72, tirant deux tirs de deux torpilles, touchant le Liberty ship américain Michael J. Stone de 7 176 tonneaux et le tanker britannique Regent Lion de 9 551 tonneaux. 

Le 22 février 1945, l'U-300 est coulé dans l'Atlantique Nord à l'ouest de Cadix à la position géographique de 36° 29′ N, 8° 20′ O par des tirs d'artillerie des dragueurs de mines britanniques HMS Recuit et HMS Pincher et du yacht armé/dragueur de mines HMS Evadne. 
Neuf des 50 membres d'équipage meurent dans cette attaque, qui laisse 41 survivants.

## Affectations successives
- 8. Unterseebootsflottille à Danzig du 29 décembre 1943 au 31 juillet 1944 (entrainement)
- 7. Unterseebootsflottille à Saint-Nazaire du 1er août au 30 septembre 1944 (service actif)
- 11. Unterseebootsflottille à Bergen du 1er octobre 1944 au 22 février 1945 (service actif)

## Commandement
- Oberleutnant zur See Fritz Hein du 29 décembre 1943 au 22 février 1945

## Patrouilles
|       | Commandant       | Départ          | Départ    | Arrivée         | Arrivée   | Jours     | Succès   |
| ----- | ---------------- | --------------- | --------- | --------------- | --------- | --------- | -------- |
|       | Oblt. Fritz Hein | 13 juillet 1944 | Kiel      | 15 juillet 1944 | Horten    | 3 jours   |          |
| 1     | Oblt. Fritz Hein | 18 juillet 1944 | Horten    | 17 août 1944    | Trondheim | 31 jours  |          |
| 2     | Oblt. Fritz Hein | 4 octobre 1944  | Trondheim | 2 décembre 1944 | Stavanger | 60 jours  | 7 559    |
| 3     | Oblt. Fritz Hein | 21 janvier 1945 | Stavanger | 22 février 1945 | Coulé     | 33 jours  | 16 727   |
| Total | Total            | Total           | Total     | Total           | Total     | 124 jours | 24 286 t |

Note : Oblt. = Oberleutnant zur See

### Opérations Wolfpack
L'U-300 n'a pas opéré avec les Wolfpacks (meute de loups) durant sa carrière opérationnelle.

## Navires coulés
L'Unterseeboot 300 a coulé deux navires marchands ennemis pour un total de 7 559 tonneaux, endommagé un navire marchand de 7 176 tonneaux et un autre totalement irrécupérable de 9 551 tonneaux au cours des trois patrouilles (124 jours en mer) qu'il effectua.
| Date             | Nom              | Nationalité | Tonnage (GRT) | Convoi | Fait                      |
| ---------------- | ---------------- | ----------- | ------------- | ------ | ------------------------- |
| 10 novembre 1944 | Godafoss         | Islande     | 1 542         | UR-142 | Coulé                     |
| 10 novembre 1944 | Shirvan          | Royaume-Uni | 6 017         | UR-142 | Coulé                     |
| 17 février 1945  | Michael J. Stone | USA         | 7 176         | UGS-72 | Endommagé                 |
| 17 février 1945  | Regent Lion      | Royaume-Uni | 9 551         | UGS-72 | Endommagé - Irrécupérable |

### Source et bibliographie
- (en) Cet article est partiellement ou en totalité issu de l’article de Wikipédia en anglais intitulé « German submarine U-300 » (voir la liste des auteurs).
- Chris Bishop, historien militaire (trad. de l'anglais par Christian Muguet), Les sous-marins de la Kriegsmarine : 1939-1945 : le guide d'identification des sous-marins [« The spellmount submarine identification guide : Kriegsmarine U-boats 1939-1945 »], Paris, Éd. de Lodi, 2008, 192 p. (ISBN 978-2-84690-327-1, OCLC 470721805, BNF 41298980)